# Billy Exley
William Exley (2 tháng 5 năm 1924 – tháng 4 năm 1997) là một cầu thủ bóng đá người Anh thi đấu ở vị trí thủ môn.

## Sự nghiệp
Sinh ra ở Bradford, Exley thi đấu cho Bradford City và Goole Town.
Đối với Bradford City ông có 2 lần ra sân ở Football League.